# تایلرکرفت
تایلرکرفت (انگلیسی: Taylorcraft) شرکت هوانوردی آمریکایی است، که در سال ۱۹۳۵ تأسیس شد.